# Đòn càn

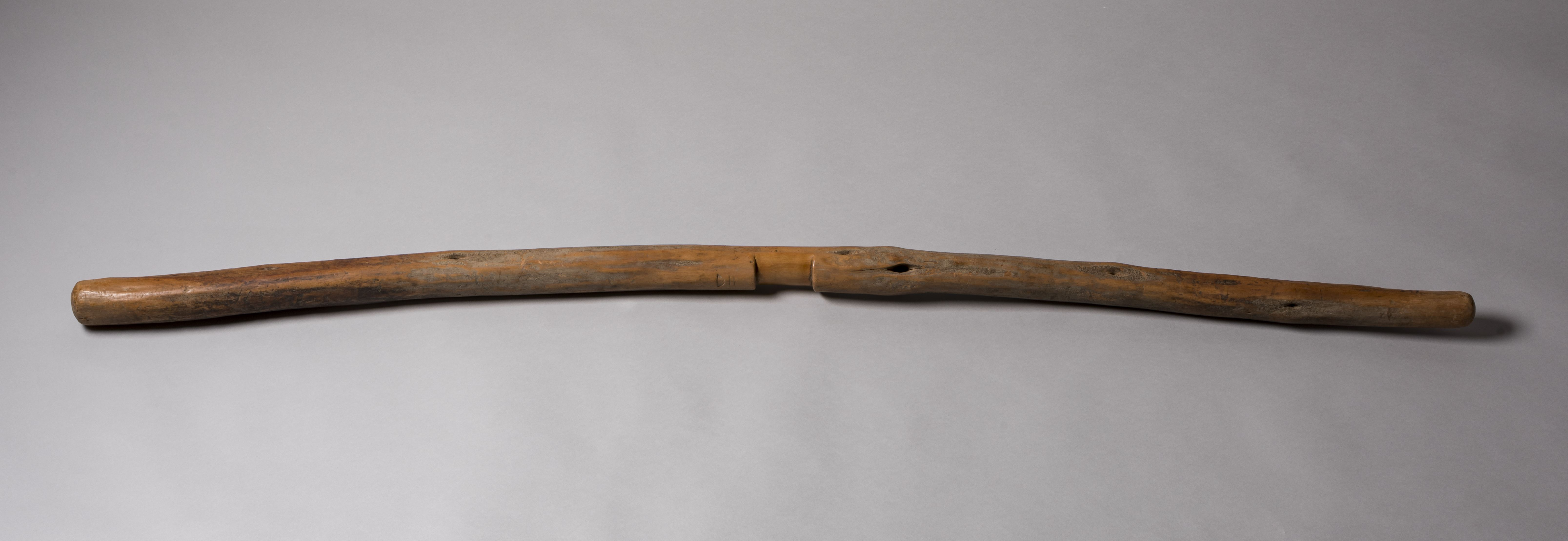
Đòn càn

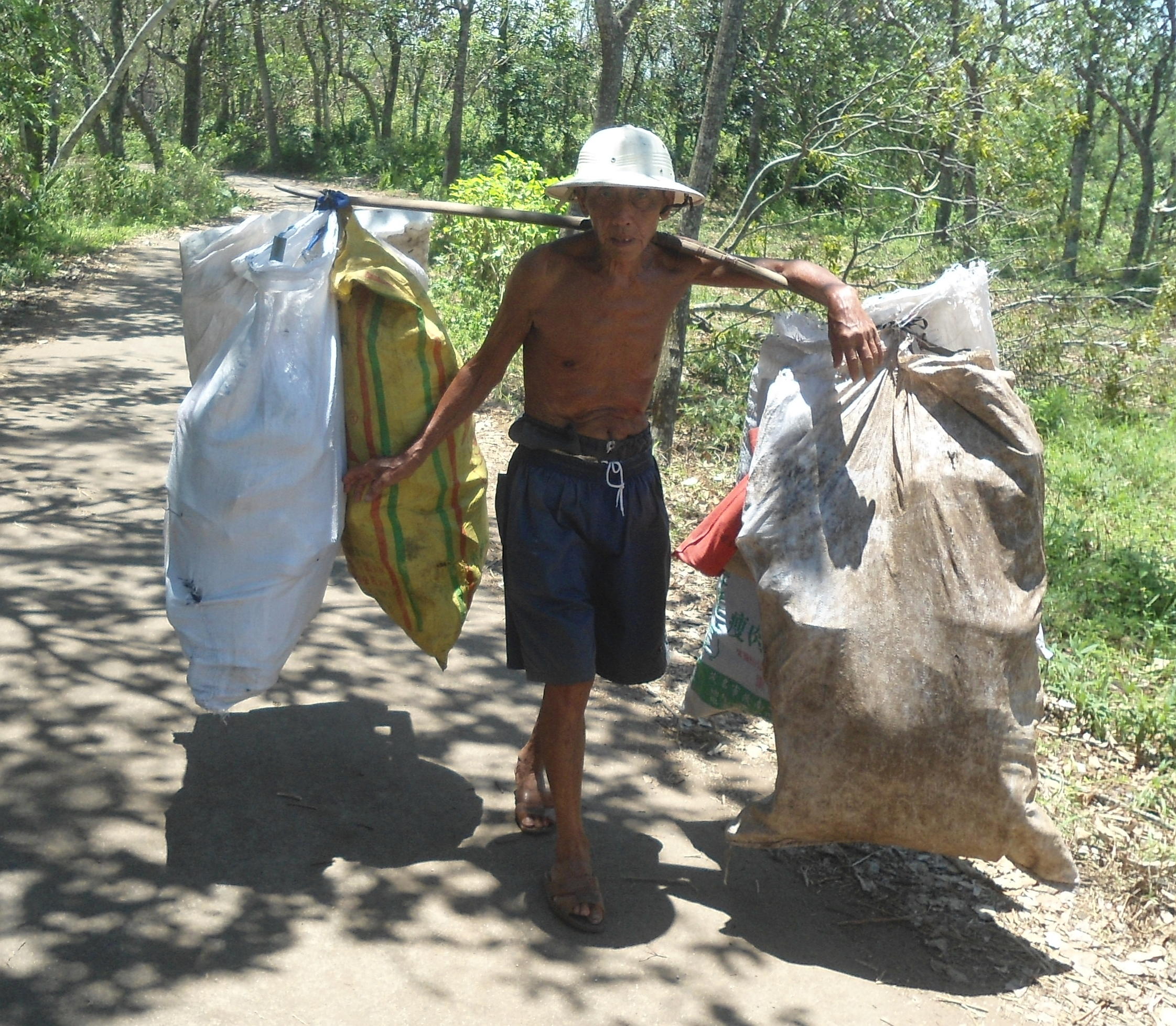
Đòn càn

Đòn càn là một khúc gỗ hoặc ống tre đơn giản, đã đồng hành cùng con người qua nhiều thế hệ. Ban đầu, nó được sử dụng như một vũ khí thô sơ trong chiến đấu. Tuy nhiên, trong cuộc sống thường ngày, đòn càn lại thể hiện sự đa năng khi được dùng để đập, xóc bó lúa, khiêng vác, gánh hàng. Sự kết hợp giữa tính thô sơ và tính đa năng đã khiến đòn càn trở thành một công cụ quen thuộc và không thể thiếu trong cuộc sống của người dân, đặc biệt là ở vùng nông thôn.